# Roberto Dinamite
Carlos Roberto de Oliveira, känd som Roberto Dinamite, född 13 april 1954 i Duque de Caxias i delstaten Rio de Janeiro, död 8 januari 2023 i Rio de Janeiro, var en brasiliansk fotbollsspelare, som efter avslutad karriär blev politiker. Dinamite tillbringade största delen av sin karriär hos Vasco da Gama, en klubb som han skulle göra 190 ligamål för, vilket är rekord inte bara för Vasco da Gama, utan hela Campeonato Brasileiro Série A. I Brasiliens landslag gjorde Dinamite 38 landskamper och 20 mål. Han var även med i OS 1972, VM 1978 och VM 1982.

## Klubbkarriär
Roberto Dinamite startade sin karriär i Vasco da Gama, där han skulle bli klubbens bästa målskytt genom tiderna. Efter åtta år i Vasco så provade Dinamite lyckan i FC Barcelona där han gjorde två mål på åtta La Liga-matcher, innan han återvände till Vasco da Gama. Där spelade Dinamite under hela 1980-talet och vann under tiden Campeonato Carioca, distriktsmästerskapet, tre gånger.
1989 gjorde Roberto Dinamite en säsong för Portuguesa där han gjorde nio mål på 16 matcher. Han mellanlandade återigen i Vasco innan han gjorde 14 matcher för Campo Grande, innan Dinamite återvände en sista gång för spel i Vasco da Gama, där han senare avslutade sin karriär. Han gjorde sitt sista mål för klubben i en match i Campeonato Carioca mot Goytacaz.

## Internationell karriär
Roberto Dinamite gjorde totalt 47 landskamper för Brasilien mellan 1975 och 1984, dock var nio av matcherna mot kombinerade lag och klubbar. Hans debut i landslaget gjorde han i en match mot Peru 30 september 1975 som Peru vann med 3-1. Dinamites första mål för Brasilien kom 23 maj 1976 i en match där England besegrades med 1-0.
Dinamite var uttagen till Brasiliens trupp som spelade VM 1978. Han fick mest agera inhoppare men lyckades trots det att göra tre mål, ett mot Österrike samt två mot Polen. Dinamite deltog även i VM 1982

## Meriter
- Campeonato Brasileiro Série A: 1974
- Campeonato Carioca: 1977, 1982, 1987, 1988, 1992
- Årets lag i Brasilien: 1979, 1981, 1984